# بنگالی سیلا
بنگالی سیلا (انگلیسی: Bengally Sylla) بازیکن و مربی فوتبال اهل گینه بود.
از باشگاه‌هایی که در آن بازی کرده است می‌توان به باشگاه فوتبال هافیا اشاره کرد.